# خانه اشباح
خانه اشباح نام یک کتاب ادبی است که توسط هنریک ایبسن، نویسندهٔ اهل نروژ نوشته شده‌است. این کتاب یکی از آثار مشهور ادبی جهان است.